# Даррен Джексон
Даррен Джексон (англ. Darren Jackson, нар. 25 липня 1966, Единбург) — шотландський футболіст, що грав на позиції нападника.
За свою кар'єру пограв за безліч британських клубів, таких як шотландські «Лівінгстон», «Данді Юнайтед», «Гіберніан», «Селтік», «Гарт оф Мідлотіан», «Сент-Джонстон» та «Клайдбанк», а також англійські «Ньюкасл Юнайтед» і «Ковентрі Сіті». Чемпіон Шотландії, володар Кубка шотландської ліги.
В період з 1995 по 1998 рік Джексон захищав кольори національної збірної Шотландії, провів у її складі 28 матчів, забив чотири м'ячі. Учасник чемпіонату світу 1998 року. Також був у складі «тартанової армії» на європейській першості 1996, але не зіграв на турнірі жодного матчу.
Після закінчення ігрової кар'єри Джексон працював футбольним агентом і тренером.

## Клубна кар'єра
Даррен народився 25 липня 1966 року в столиці Шотландії — місті Единбург. Влітку 1985 року Джексон підписав свій перший професійний контракт футболіста з клубом «Мідоубанк Тісл». Трохи більше ніж за рік у складі лотіанського колективу молодий форвард забив 22 м'ячі в 48 матчах, чим допоміг своїй команді зайняти третє місце Другого дивізіону Шотландії сезону 1985/86.
Бомбардирські якості Даррена привернули увагу з боку клубів з Англії. Найбільшу спритність виявив «Ньюкасл Юнайтед», який викупив у жовтні 1986 року права на нападника за 60 тисяч фунтів стерлінгів. Справи в стані «сорок» пішли у Джексона не настільки вдало — користуючись довірою головного тренера Віллі Макфола, Даррен регулярно з'являвся в основному складі «Юнайтед», але так і не зміг проявити свої найкращі якості, забивши за два роки всього лише сім м'ячів у 69 зустрічах.
У 1988 році форвард повернувся на батьківщину, підписавши контракт з «Данді Юнайтед». На «Теннедайс Парк» Джексон провів чотири сезони. Найвищим досягненням форварда за цей час стало досягнення фіналу Кубку Шотландії сезону 1990/91, в якому «оранжево-чорні» поступилися «Мотервеллу» з рахунком 3:4.
У липні 1992 року Даррен перейшов до единбурзького «Гіберніана». П'ять років, проведених в біло-зеленій футболці столичного клубу знову не принесли форварду трофеїв. У сезоні 1993/94 Джексон з «гібс» вийшли у фінал Кубка шотландської ліги, але там програли «Рейнджерсу» — 1:2.
Влітку 1995 року Джексон поповнив лави глазговського «Селтіка». Через деякий час Даррену було діагностовано важке захворювання головного мозку — гідроцефалію. Операцію спортсмену зробили у вересні того ж року. Лікарі ставили прогнози по довгому відновленню форварда після хірургічного втручання, проте вже через три місяці він зміг приступити до тренувань. Час у складі «кельтів» став для Джексона більш вдалим на перемоги — у сезоні 1997/98 нападник був невід'ємною частиною команди, яка перемогла у чемпіонаті країни і стала володарем Кубка ліги.
26 березня 1999 року Даррен транзитом через англійський «Ковентрі Сіті» перейшов в улюблений клуб його дитинства — единбурзький «Гарт оф Мідлотіан».
У липні 2000 року Джексон в одному з інтерв'ю заявив, що готовий завершити кар'єру футболіста, і в своїх найближчих планах він хоче отримати тренерську освіту. Через три місяці Даррен був підданий жорсткій обструкції з боку керівництва і фанатів «Гартс» після того, як зізнався в тому, що в единбурзькому клубі йому некомфортно і він хотів би повернутися в «Данді Юнайтед». У свою чергу представники «арабів» підтвердили свою зацікавленість в послугах Джексона. Але слова «оранжево-чорних» розійшлися з ділом — у листопаді клуб з «Теннадайс Парк» підписав форварда Чарлі Міллера з англійського «Вотфорда», поставивши, тим самим, хрест на надіях Даррена повернутися в дандійський колектив. Джексон був змушений зосередитися на виступах за «Гарт оф Мідлотіан». Однак Крейг Левейн, що прийшов у грудні на пост наставника «сердець», відкрито повідомив, що дні Даррена на «Тайнкасл Парк» полічені, і футболіст незабаром покине команду.
У січні 2001 року Джексон пішов у місячну оренду у свій перший ігровий клуб, що тепер називався «Лівінгстон». Згодом оренда була продовжена до кінця сезону 2000/01, а в квітні «Гарт оф Мідлотіан» в односторонньому порядку розірвав з ним угоду про співпрацю. У складі «Лівінгстона» форвард став переможцем Першого шотландського дивізіону. Після закінчення футбольного року «леви» не стали укладати з Джексоном постійний контракт, і Даррен став вільним агентом. У цьому статусі він пробув недовго, в липні поставивши підпис під однорічною угодою з клубом «Сент-Джонстон». За «святих» Джексон провів десять матчів, після чого в січні 2002 року був відданий в оренду в клуб «Клайдбанк». По закінченні сезону 2001/02 36-річний Даррен оголосив про завершення кар'єри футболіста.

## Виступи за збірну
29 березня 1995 року дебютував в офіційних матчах у складі національної збірної Шотландії, коли «горці» в рамках відбіркового турніру до чемпіонату Європи 1996 у гостьовому матчі зустрічалися зі збірною Росії. З того поєдинку Даррен пробився в основний склад збірної, провівши всі ігри кваліфікаційного циклу, за підсумками якого шотландці змогли пробитися на континентальну першість. Головний тренер національної команди Крейг Браун включив нападника в заявку на цей турнір в Англії, однак так і не випустив його на поле в матчах чемпіонату.
5 жовтня наступного року Джексон відкрив рахунок своїм голам за «тартанову армію», вразивши у відбірковій зустрічі чемпіонату світу 1998 року ворота Латвії.
У 1998 році Даррен у складі збірної поїхав на «мундіаль», що проходив у Франції. На турнірі Джексон взяв участь у двох матчах — проти команд Бразилії та Норвегії. Свою останню зустріч за збірну нападник провів 10 жовтня того ж року — в той день шотландці на единбурзькому стадіоні «Тайнкасл Парк» здолали естонців.
Протягом кар'єри у національній команді, яка тривала 4 роки, провів у формі головної команди країни 28 матчів, забивши 4 голи..

## Подальше життя
Незважаючи на те, що в 2000 році Джексон заявляв про своїх бажання стати тренером, він знайшов своє покликання в іншому — з 2002 року колишній гравець збірної Шотландії став працювати спортивним агентом. Серед його клієнтів такі шотландські футболісти і тренери, як Джекі Макнамара, Марк Вілсон, Стівен Томпсон та інші.

## Статистика

### Клубна статистика
| Клуб                                  | Сезон                                 | Чемпіонат | Чемпіонат | Кубок | Кубок | Кубок Ліги | Кубок Ліги | Єврокубки | Єврокубки | Разом | Разом |
| Клуб                                  | Сезон                                 | Ігри      | Голи      | Ігри  | Голи  | Ігри       | Голи       | Ігри      | Голи      | Ігри  | Голи  |
| ------------------------------------- | ------------------------------------- | --------- | --------- | ----- | ----- | ---------- | ---------- | --------- | --------- | ----- | ----- |
| Мідоубанк Тісл/Лівінгстон             | 1985/86                               | 48        | 22        | —     | —     | —          | —          | —         | —         | 48    | 22    |
| Мідоубанк Тісл/Лівінгстон             | 2000/01                               | 9         | 1         | 4     | 0     | —          | —          | —         | —         | 13    | 1     |
| Усього за «Мідовбанк Тісл/Лівінгстон» | Усього за «Мідовбанк Тісл/Лівінгстон» | 57        | 23        | 4     | 0     | 0          | 0          | 0         | 0         | 61    | 23    |
| Ньюкасл Юнайтед                       | 1986/87                               | —         | —         | —     | —     | —          | —          | —         | —         | —     | —     |
| Ньюкасл Юнайтед                       | 1987/88                               | —         | —         | —     | —     | —          | —          | —         | —         | —     | —     |
| Усього за «Ньюкасл Юнайтед»           | Усього за «Ньюкасл Юнайтед»           | 69        | 7         | 0     | 0     | 0          | 0          | 0         | 0         | 69    | 7     |
| Данді Юнайтед                         | 1988/89                               | —         | —         | —     | —     | —          | —          | —         | —         | —     | —     |
| Данді Юнайтед                         | 1989/90                               | —         | —         | —     | —     | —          | —          | —         | —         | —     | —     |
| Данді Юнайтед                         | 1990/91                               | —         | —         | —     | —     | —          | —          | —         | —         | —     | —     |
| Данді Юнайтед                         | 1991/92                               | —         | —         | —     | —     | —          | —          | —         | —         | —     | —     |
| Усього за «Данді Юнайтед»             | Усього за «Данді Юнайтед»             | 87        | 30        | 0     | 0     | 0          | 0          | 0         | 0         | 87    | 30    |
| Гіберніан                             | 1992/93                               | —         | —         | —     | —     | —          | —          | —         | —         | —     | —     |
| Гіберніан                             | 1993/94                               | —         | —         | —     | —     | —          | —          | —         | —         | —     | —     |
| Гіберніан                             | 1994/95                               | —         | —         | —     | —     | —          | —          | —         | —         | —     | —     |
| Гіберніан                             | 1995/96                               | —         | —         | —     | —     | —          | —          | —         | —         | —     | —     |
| Гіберніан                             | 1996/97                               | 28        | 11        | 4     | 1     | 1          | 0          | —         | —         | 33    | 12    |
| Усього за «Гіберніан»                 | Усього за «Гіберніан»                 | 170       | 50        | 4     | 1     | 1          | 0          | 0         | 0         | 175   | 51    |
| Селтік                                | 1997/98                               | 23        | 3         | 3     | 1     | 2          | 1          | —         | —         | 28    | 5     |
| Селтік                                | 1998/99                               | 6         | 0         | —     | —     | 1          | 0          | 6         | 1         | 13    | 1     |
| Усього за «Селтік»                    | Усього за «Селтік»                    | 29        | 3         | 3     | 1     | 3          | 1          | 6         | 1         | 41    | 6     |
| Ковентрі Сіті                         | 1998/99                               | 3         | 0         | —     | —     | —          | —          | —         | —         | 3     | 0     |
| Усього за «Ковентрі Сіті»             | Усього за «Ковентрі Сіті»             | 3         | 0         | 0     | 0     | 0          | 0          | 0         | 0         | 3     | 0     |
| Гарт оф Мідлотіан                     | 1998/99                               | 9         | 1         | —     | —     | —          | —          | —         | —         | 9     | 1     |
| Гарт оф Мідлотіан                     | 1999/00                               | 36        | 6         | 3     | 1     | 3          | 2          | —         | —         | 42    | 9     |
| Гарт оф Мідлотіан                     | 2000/01                               | 11        | 0         | —     | —     | 1          | 0          | 2         | 1         | 14    | 1     |
| Усього за «Харт оф Мідлотіан»         | Усього за «Харт оф Мідлотіан»         | 56        | 7         | 3     | 1     | 4          | 2          | 2         | 1         | 65    | 11    |
| Сент-Джонстон                         | 2001/02                               | 9         | 1         | —     | —     | 1          | 0          | —         | —         | 10    | 1     |
| Усього за «Сент-Джонстон»             | Усього за «Сент-Джонстон»             | 9         | 1         | 0     | 0     | 1          | 0          | 0         | 0         | 10    | 1     |
| Клайдбанк                             | 2001/02                               | 13        | 2         | —     | —     | —          | —          | —         | —         | 13    | 2     |
| Усього за «Клайдбанк»                 | Усього за «Клайдбанк»                 | 13        | 2         | 0     | 0     | 0          | 0          | 0         | 0         | 13    | 2     |
| Всього за кар'єру                     | Всього за кар'єру                     | 493       | 123       | 14    | 3     | 9          | 3          | 8         | 2         | 524   | 131   |

#### Матчі і голи за збірну Шотландії
Разом: 28 матчів / 4 голи; 13 перемог, 7 нічиїх, 8 поразок.

#### Зведена статистика ігор/голів за збірну
| Збірна            | Рік               | Відбіркові матчі ЧС | Відбіркові матчі ЧС | Фінальні матчі ЧС | Фінальні матчі ЧС | Відбіркові матчі ЧЄ | Відбіркові матчі ЧЄ | Фінальні матчі ЧЄ | Фінальні матчі ЧЄ | Товариські матчі | Товариські матчі | Kirin Cup | Kirin Cup | Разом | Разом |
| Збірна            | Рік               | Ігри                | Голи                | Ігри              | Голи              | Ігри                | Голи                | Ігри              | Голи              | Ігри             | Голи             | Ігри      | Голи      | Ігри  | Голи  |
| ----------------- | ----------------- | ------------------- | ------------------- | ----------------- | ----------------- | ------------------- | ------------------- | ----------------- | ----------------- | ---------------- | ---------------- | --------- | --------- | ----- | ----- |
| Шотландія         | 1995              | —                   | —                   | —                 | —                 | 6                   | 0                   | —                 | —                 | 1                | 0                | 2         | 0         | 9     | 0     |
| Шотландія         | 1996              | 2                   | 1                   | —                 | —                 | —                   | —                   | —                 | —                 | 3                | 0                | —         | —         | 5     | 1     |
| Шотландія         | 1997              | 4                   | 0                   | —                 | —                 | —                   | —                   | —                 | —                 | 2                | 2                | —         | —         | 6     | 2     |
| Шотландія         | 1998              | —                   | —                   | 2                 | 0                 | 2                   | 0                   | —                 | —                 | 4                | 1                | —         | —         | 8     | 1     |
| Всього за кар'єру | Всього за кар'єру | 6                   | 1                   | 2                 | 0                 | 8                   | 0                   | 0                 | 0                 | 10               | 3                | 2         | 0         | 28    | 4     |

## Титули і досягнення
- Чемпіон Шотландії (1):

«Селтік»: 1997—1998
- Володар Кубка шотландської ліги (1):

«Селтік»: 1997—1998